# Левитский, Григорий Андреевич
Григо́рий Андре́евич Леви́тский (7 (19) ноября 1878, село Белки, Сквирский уезд, Киевская губерния — 20 мая 1942, Златоуст, Челябинская область) — российский и советский учёный, цитолог, морфолог растений, генетик. Член-корреспондент АН СССР с 1932. Ввёл термин «кариотип» в современном его понимании (Левитский, 1924).

## Биография
Родился в 1878 году в селе Белки Сквирского уезда Киевской губернии в семье священника.
Учился в Коллегии Павла Галагана. В 1902 году окончил Киевский университет (1902), ученик С. Г. Навашина. Работал лаборантом кабинета ботаники Киевского политехнического института, затем — преподаватель КПИ (1904—08 и 1911—22), профессор Киевского института народного хозяйства (1920—25), заведующий лабораторией Киевского института селекции (1922—1925).
В 1907 году арестован за участие во Всероссийском крестьянском съезде, провёл 8 месяцев в Бутырской тюрьме, а затем был выслан за пределы России. В это время работал в библиотеках Лондона и Парижа, на русской биологической станции в Вилла-Франке близ Неаполя, в ботаническом саду Боннского университета. В Бонне работал под руководством немецкого цитолога Эдуарда Страсбургера, исследуя нейрохромосомную наследственность.
С 1911 года вернулся в Киев и снова преподавал морфологию и систематику растений в КПИ. В это время исследовал микроскопическую структуру растительной клетки. В 1914 году был мобилизован в армию, откуда через год вернулся в чине прапорщика. В 1915 году Левитский сдал экзамен на физико-математическом факультете КПИ и получил степень магистра.
В 1917—1920 году Левитский читал курс «Строение и организация протоплазмы» в Народном университете. В 1920 году организовал кафедру морфологии и систематики растений в Киевском институте народного хозяйства, которой и управлял до 1925 года. Также в 1920 году организовал высшие курсы по селекции сельскохозяйственных растений при Сахаротресте, а в 1922 году стал одним из основателей Киевского научного института селекции, где возглавил лабораторию морфологии и систематики растений.
В 1925 году в семье Левитских родилась дочь Надежда, а 31 мая 1927 года — сын Иван.
В 1925 году по приглашению Николая Вавилова Григорий Левитский переехал в Ленинград, где занимался исследованиями строения хромосом. Заведующий Цитологической лабораторией ВИРа в Детском Селе, профессор сельскохозяйственного института там же; преподавал и в ЛГУ.
Соратник Николая Ивановича Вавилова. Среди своих учеников Григорий Андреевич выделял двоих: ученика по Киеву, впоследствии создателя синтетической теории эволюции Ф. Г. Добржанского и ученика по Детскому селу Н. П. Авдулова, как и учитель, погибшего в сталинских застенках.
В 1927 году принимал участие в Международном генетическом конгрессе в Берлине. В 1932 избран членом-корреспондентом АН СССР.
В феврале 1933 года арестован по сфабрикованным обвинениям в создании никогда не существовавшей «эсеровской террористической группы». Приговорен Тройкой ПП ОГПУ в ЛВО 21 апреля 1933 года к трёхлетней ссылке в город Ачинск  Красноярского края. В защиту Левитского выступили Г. Дж. Мёллер, Н. И. Вавилов, Д. Костов, Г. К. Мейстер.
Их усилиями освобождён в конце 1933 года и восстановлен на прежнем месте работы. В начале 1934 года вернулся в Детское Село и занял прежнее место в ВИРе, став доктором биологических наук. В 1934—1937 годах по приглашению заведующего кафедрой генетики Георгия Карпеченко был профессором  Ленинградского университета. В 1937 году по сфабрикованным обвинениям был арестован в Пушкине, допрошен в Ленинграде и выпущен на следующий день. В 1938—1941 годах преподавал на кафедре генетики Пушкинского сельскохозяйственного института.
26 июня 1941 года  в третий раз арестован вместе с другими сотрудниками ВИРа по сфабрикованному делу никогда не существовавшей «антисоветской вредительской организации, руководимой Вавиловым». Левитский заболел во время следствия, был переведён в тюремную больницу и умер 20 мая 1942 года. Дело в его отношении было прекращено «за недостаточностью собранных улик».
Левитский был полностью реабилитирован Прокуратурой Ленинграда 17 декабря 1955 года (по делу 1941 года) и Президиумом Ленгорсуда 28 декабря 1956 года (по делу 1933 года).
Восстановлен в Академии наук распоряжением Президиума АН 7 декабря 1956 года в связи с реабилитацией.

## Семья
Жена — Наталья Евгеньевна Кузьмина-Левитская (1899—1952), ученый-генетик. Дети — Надежда (1925—2020), Иван (1927—1995).

## Награды
- Орден Трудового Красного Знамени (10.06.1945, посмертно)[8]

## Основные труды
- Левитский Г. А. Материальные основы наследственности. — Киев: Государственное Из-во Украины, 1924.
- Левитский Г. А. Морфология хромосом. История. Методика. Факты. Теория // Тр. по прикл. ботанике, генетике и селекции. — Л.: Изд-во ВИР, 1931. — Т. 27, № 1. — С. 19–174.
- Левитский Г. А. Цитология растений. — М.: Наука, 1976. — 346 с.

## Источник
- http://www.ihst.ru/projects/sohist/repress/academy/levitsky.htm